# Elli Overton
Ellinora Overton- detta Elli- (Vancouver, 13 giugno 1974) è un'ex nuotatrice australiana.
Specializzata nei misti, ha partecipato alle Olimpiadi di Atlanta 1996.

## Palmarès
- Mondiali

Roma 1994: bronzo nei 200m misti.
- Mondiali in vasca corta

Palma di Maiorca 1993: argento nella 4x200m sl e nella 4x100m misti, bronzo nei 100m dorso e nei 200m misti.
Rio de Janeiro 1995: oro nei 200m misti e nella 4x100m misti.
- Giochi PanPacifici

Kobe 1993: bronzo nei 200m misti.
Atlanta 1995: oro nei 200m misti e bronzo nei 400m misti.
Sydney 1999: bronzo nei 200m misti.
- Giochi del Commonwealth

Victoria 1994: oro nei 200 misti e nei 400m misti, argento nei 100m dorso, bronzo nei 200m dorso e nei 100m farfalla.
- Universiadi

Catania 1997: argento nei 200m misti e nella 4x200m sl, bronzo nei 400m misti e nella 4x100m sl.